# Осадчий, Алексей Антонович
Алексе́й Анто́нович Оса́дчий (1914—1944) — участник Великой Отечественной войны, командир батальона 276-го гвардейского стрелкового полка 92-й гвардейской стрелковой дивизии 37-й армии Степного фронта, гвардии капитан. Герой Советского Союза (1944).

## Биография
Родился в 1914 году в крестьянской семье в селе Воскресенка Российской империи, ныне Бурынского района Сумской области Украины. По национальности — украинец. Окончил неполную среднюю школу, а затем Глуховское училище совхозного ученичества. Работал бригадиром полеводческой бригады, был председателем колхоза.
В 1939—1940 годах проходил службу в Красной Армии. В 1941 году был вновь мобилизован Сумским ОВК. В 1942 году окончил курсы младших лейтенантов. С октября 1942 года воевал в действующей армии. Член ВКП(б)/КПСС с 1941 года.
Воевал на Сталинградском, Воронежском, Степном, II и III Украинских фронтах. Особо отличился во время одного из сражений Степного фронта. В ночь на 1 октября 1943 года, будучи командиром батальона 276-го гвардейского стрелкового полка 92-й гвардейской стрелковой дивизии 37-й армии, организовал переправу на подручных средствах через Днепр в районе селе Колиберда. Батальон под его командованием заняв плацдарм (сегодня — Кременчугский район Полтавской области) в районе села Куцеволовка (сегодня — Онуфриевский район Кировоградской области), успешно отражал атаки врага до прихода основных советских военных подразделений.
Указом Президиума Верховного Совета СССР «О присвоении звания Героя Советского Союза генералам, офицерскому, сержантскому и рядовому составу Красной Армии» от 22 февраля 1944 года за «образцовое выполнение боевых заданий командования при форсировании реки Днепр, развитие боевых успехов на правом берегу реки и проявленные при этом отвагу и геройство» удостоен звания Героя Советского Союза с вручением ордена Ленина и медали «Золотая Звезда».
Награждён орденами Отечественной войны 2-й степени и Красной Звезды, а также медалями.
Погиб 23 марта 1944 года. Похоронен в городе Вознесенск Николаевской области.

## Память
- В парке Вознесенска в честь Героя установлена стела.
- В Сумском областном краеведческом музее и в школе села Воскресенка собраны материалы о ратном пути Алексея Антоновича Осадчего.